# Ел Руби, Салинера (Виља Корзо)
Ел Руби, Салинера (шп. El Rubí, Salinera) насеље је у Мексику у савезној држави Чијапас у општини Виља Корзо. Насеље се налази на надморској висини од 665 м.

## Становништво
Према подацима из 2010. године у насељу су живела 3 становника.

### Хронологија
| Година       | 2000         | 2005       | 2010 |
| ------------ | ------------ | ---------- | ---- |
| Становништво | 29 (16 / 13) | 12 (5 / 7) | 3    |

### Попис
| # | Индикатор                     | Вредност |
| - | ----------------------------- | -------- |
| 1 | Укупно домаћинстава           | 1        |
| 2 | Укупно насељених домаћинстава | 1        |
| 3 | Величина локације             | 1        |